# Zerqan
Zerqan är en kommundel och tidigare kommun i Albanien.  Den ligger i Dibër prefektur i nordöstra delen av landet, 50 km öster om huvudstaden Tirana.
Omgivningarna runt Zerqan är en mosaik av jordbruksmark och naturlig växtlighet.  Runt Zerqan är det ganska tätbefolkat, med 75 invånare per kvadratkilometer.